# 杜婕
杜婕（1955年—），辽宁锦州人，汉族，中华人民共和国政治人物、第十一届全国人民代表大会吉林地区代表。
毕业于吉林大学世界经济专业。加入民进。担任吉林大学经济学院教授。2008年起担任全国人大代表。